# Sassofono baritono
Sassofono baritono è la voce baritonale della famiglia dei sassofoni.
Si tratta di uno strumento traspositore in Mi♭. La sua estensione reale va dal Re♭3 al La5, ma, come per tutti i sassofoni, viene scritta dal Si♭4 al Fa♯7. In situazioni orchestrali accade di trovare parti per baritono scritte in chiave di Fa (chiave di basso), il che rende possibile utilizzare a questo scopo parti per tuba o trombone: questo richiede un relativo sforzo allo strumentista, poiché in chiave di basso, dopo la riscrittura in Do, la posizione delle note, con opportuni adattamenti delle alterazioni, resta la stessa della parte tradizionale.
I moderni sassofoni baritoni hanno spesso una campana allungata che alloggia una chiave addizionale (azionata da una leva situata sotto il portavoce - disposizione che si trova raramente anche in alcuni tenori e contralti) che permette l'emissione del La grave (Do2 d'effetto, la nota più bassa del violoncello).
Il baritono è il sassofono grave di uso più comune.
Viene suonato abitualmente senza particolari supporti (mentre gli strumenti più gravi vengono normalmente appoggiati a terra tramite treppiedi o sostegni simili). Tra i sassofoni comuni, si distingue per le dimensioni e la caratteristica voluta del collo, che serve a limitare l'altezza complessiva dello strumento, che è comunque considerevole.
Il peso dello strumento (6,5 kg) lo rende scomodo per le bande in movimento (marching band) e di difficile sostegno in generale, soprattutto se suonato in piedi, per cui è abbastanza usuale che il collarino usato per il tenore e il contralto venga sostituito da un'imbragatura che distribuisce il peso dello strumento, che per gli altri sassofoni è interamente sostenuto dal collo, sulle spalle e la schiena del suonatore.

## Repertorio
Il sax baritono è impiegato nella musica classica in particolar modo come membro del quartetto di sassofoni. Più raro il suo uso in campo orchestrale, dove compare nella Symphonia Domestica composta da Richard Strauss nel 1902-1903, nel Balletto del Principe di legno di Béla Bartók e nella Sinfonia numero 4 composta da Charles Ives tra il 1910 e il 1916. Anche il repertorio solistico è abbastanza ristretto, comprendendo composizioni quali "Le fusain fuit la gomme" di Marie-Hélène Fournier, "Oxyton" di Christophe Havel, "Jackdaw" di Wayne Siegel, "Yod" di Bruno Giner, "Bat" e "Stan" di Christian Lauba. Tornato al favore dei compositori negli anni 1990, il baritono compare in diverse composizioni d'epoca a carattere cameristico.
Importante è invece la presenza del baritono in situazioni bandistiche, nelle ensemble jazz e nelle orchestre leggere (ad esempio quelle impiegate nei musical classici: Anything Goes, Mack and Mabel, Chicago) e spesso rimpiazza (o raddoppia) la tuba nei concerti bandistici, dando supporto ritmico all'esecuzione. Nelle big band di impianto jazzistico il sax baritono spesso raddoppia il trombone, il contrabbasso o il primo sax contralto (la sezione sassofoni di una big band comprende normalmente due contralti, due tenori e un baritono). In questi contesti spesso si richiede al baritonista di suonare il flauto traverso o il clarinetto basso come secondo strumento. Il sax baritono è il sax più grave usato in questo tipo di complessi (il sax basso fu usato occasionalmente fino agli anni 1940

## Baritonisti famosi
I più famosi interpreti del sassofono baritono vengono quasi tutti dal jazz. Uno dei pionieri fu il baritonista di Duke Ellington, Harry Carney, che aveva un ruolo ritmico e si esibiva anche in esuberanti assoli di sorprendente modernità.
A partire dagli anni 1950, l'evoluzione del baritono fu affidata a giganti del calibro di Gerry Mulligan, Cecil Payne e Pepper Adams: Serge Chaloff fu il primo baritonista famoso del bebop. In alcuni brani di Otis Redding fu usato il sax baritono: Mr. Pitiful, Respect, I've Been Loving You Too Long (solo all'inizio del brano e anche prima della seconda strofa), You Don't Miss Your Water.
Tra i maggiori baritonisti moderni possiamo citare Hamiet Bluiett (che suona anche il sax basso), John Surman (che suona anche il soprano), Nick Brignola, Gary Smulyan, Ronnie Cuber e il britannico Joe Temperley (che suona anche il soprano e il clarinetto basso).
Il jazzista italiano Carlo Actis Dato è un importante rappresentante dello strumento e ha figurato nella classifica dei migliori baritonisti per l'anno 2001 della rivista specializzata Down Beat.
Altri importanti figure di baritonisti nella musica pop americana sono Dana Colley dei Morphine, Skerik dei Critters Buggin, e John Linnell dei They Might Be Giants. Linnell e Colley hanno anche occasionalmente suonato il sax basso.
È interessante anche l'utilizzo del baritono nella band experimental jazzcore italiana Zu.